# Bergl-Alm
Bergl-Alm heißt eine bewirtschaftete Alm südwestlich oberhalb des Vernagt-Stausees im Südtiroler Schnalstal, welches auf der italienischen Seite der Ötztaler Alpen liegt. Das Gasthaus steht auf einer Höhe von 2214 m s.l.m. und ist von Vernagt über den Panorama-Wanderweg Nr. 13 in etwa zwei Stunden zu erreichen. Kürzer, aber steiler, ist der Weg, wenn man beim Hotel Gerstgras an der Straße nach Kurzras (italienisch Maso Corto, 1791 m s.l.m.) den Aufstieg beginnt.

## Höhenwanderungen
Von der Alm sind das Taschnjöchl (2772 m s.l.m.) und die Nockspitze (2719 m s.l.m.) in jeweils zwei Stunden erreichbar.